# Furtai hímzés

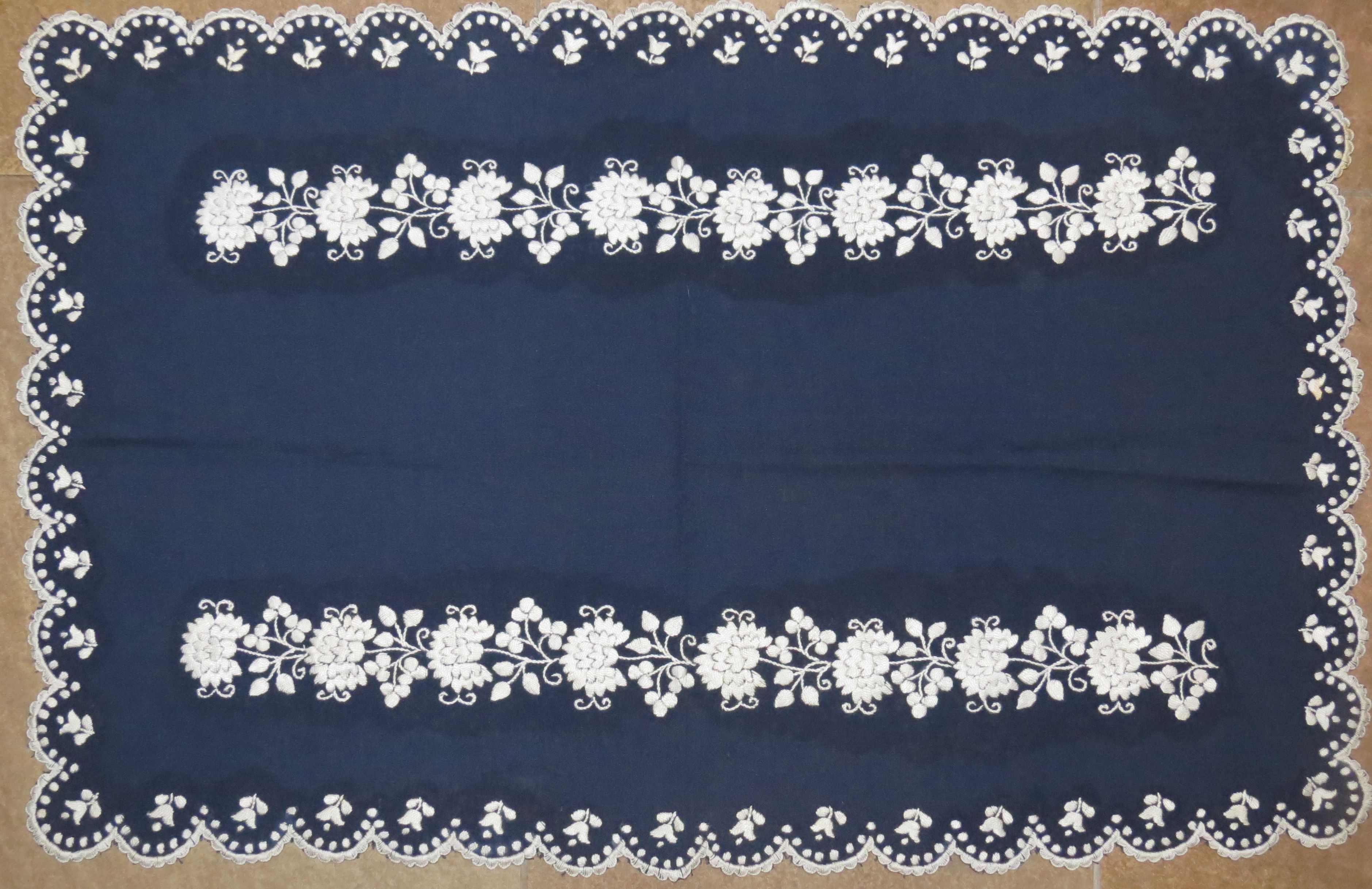
Furtai hímzéses terítő

A furtai hímzés a Hajdú-Bihar vármegyei Furta község jellegzetessége. Sajátosan hímzett motívumvilága, díszítő stílusa a 20. század fordulóján igen elterjedt volt. A furtai hímzés több mint 150 éves múltra tekint vissza.

## Története
A Déri Múzeum néprajzi gyűjteményének Furtáról származó legrégibb darabjai azt igazolják, hogy használatuk elterjedése az 1850-es években már virágzott. Ezen legrégibb darabok között jóformán fehér alapanyagokat, batisztot, házivásznat és gyolcsot találunk, fehér pamuthímzéssel, melyek formája az 1990-es évek elejéig szinte változatlanok maradtak.
1880 körül jelenik meg a kék surcvászon, fehér pamuthímzéssel, mely az 1930-as évek közepéig volt elterjedt. Elsősorban férfi ruhadarabok, ingek, kötények díszítésére használták, de női ruhák, pl. fehérneműk alját vagy az ingvállat is kihímezték. A jegyváltáshoz külön jegykendőt készítettek, közepén hímzéssel, szélén horgolt csipkével. A menyasszony a jegyváltásra nemcsak jegykendőt, de kékfestő anyagra vagy surcvászonra gazdagon hímzett kötényt ajándékozott kedvesének, esküvőre pedig vőlegényi inget készített gazdag fehér hímzéssel. A népviseletek háttérbe szorulásával, a díszítőmotívumok a lakások belső díszítésében jelentkeztek. Az 1920-as években egyre inkább a kézimunkázás terjedt el, s a díszítményeket asztalterítők, falvédők, törülközők, kézi kendők mintázására is használták. Ekkortájt kezdett elterjedni a fehér alapon piros pamuthímzés, majd 1935 körül négy-ötféle szín: a piros, zöld, kék, sárga és tüzes rózsaszín használata. Ezzel felbomlott a klasszikus furtai hímzés hagyományos stílusa. Erősen érződött a bolti előnyomott kézimunkák utasításszerű színhasználatának hatása, az arra irányuló törekvés, hogy a közízlésnek megfelelően elfogadhatóvá tegyék. A díszítő eljárások hagyományosan öröklődtek, a hímzésminták másolással terjedtek, de egy-egy alkotó kezében a motívumfűzések újszerű variációkat teremtettek. Egyes darabokat vizsgálva megállapítható, hogy időszakonként feltűnt egy-egy jó képességű ún. „íróasszony”, akinek stílusa, formakészlete uralja az egy bizonyos időszakban készült ruhadarabok díszítő stílusát. Az íróasszonyok mindennapi munkájuk mellett örömmel vállaltak mások részére
előrajzolást, sőt a hímzések megkezdésében és kidolgozásában is segédkeztek, tanácsot adtak.

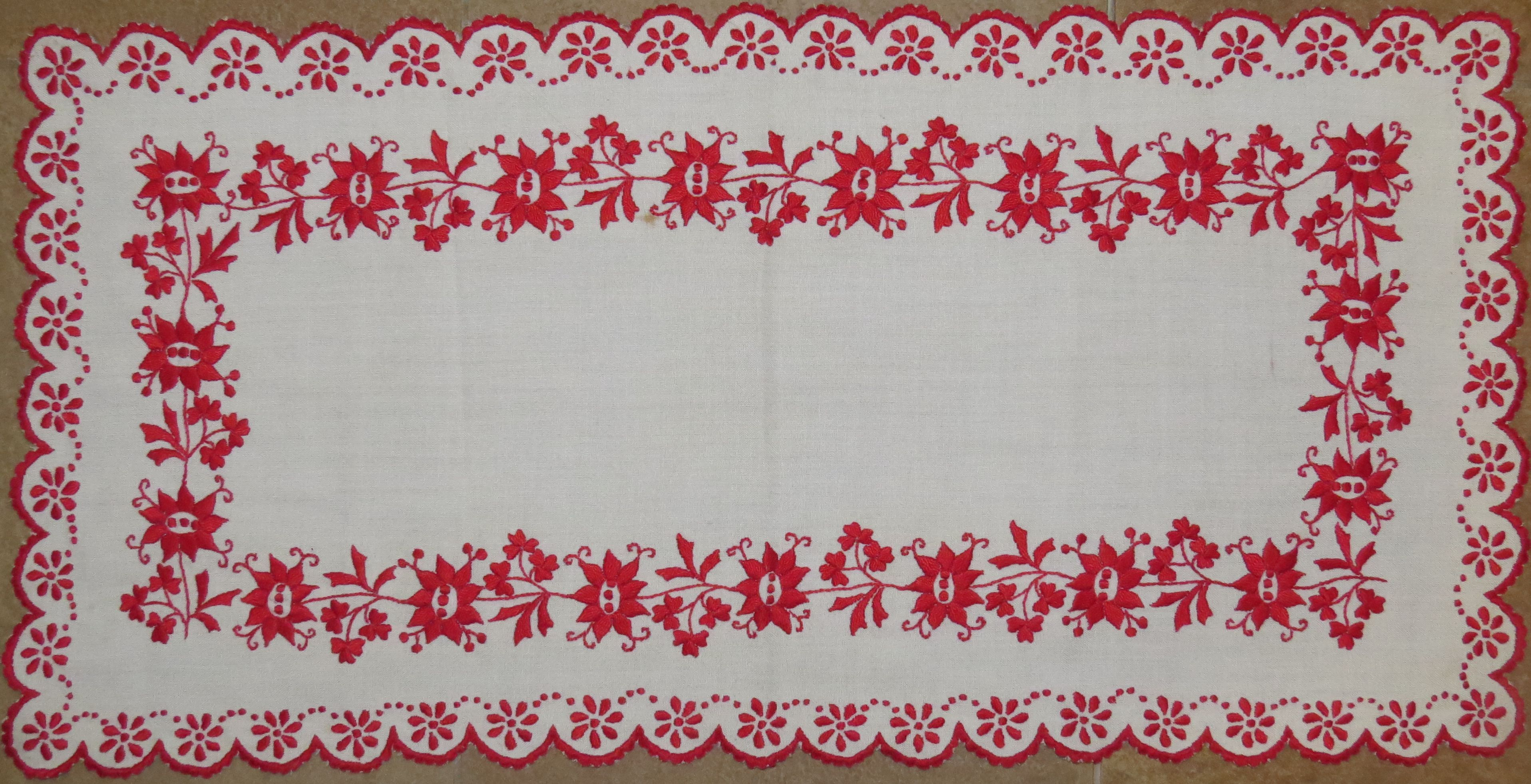
Jellegzetes furtai hímzés

Az 1960-as években már majdnem feledésbe merült ez a nagyon értékes hímzési mód, forma- és mintavilág, amikor 1961-ben Varga Dánielné, Juhász Erzsébet (1923 – 2001) népi hímző és íróasszony, a jelenlegi furtai Művelődési Házban kb. 40 asszonnyal megszervezte hímző szakkörét. 
A Furtai hímzés megörökítőjeként népszerű Erzsi néni 1959 óta foglalkozik a hímzés tervezésével és tevékenységei során 1980-ban elnyerte a Népművészet Mestere kitüntető címet.
A helyi hagyományok ápolását ma is fontos feladatnak tartják Furtán. Jelenleg egyre többen fáradoznak a régi hímző hagyományok őrzésében, ápolásában és a furtai motívumok megismertetésén.

## Jellegzetessége, színvilága
A klasszikus furtai hímzés, zömében kék alapon fehér pamuthímzéssel készült, de a fehér alapon piros virágmotívumok is igen jellegzetesek. A kék alapszín és a fehér kontraszthatás élesen elütővé teszi a mintát és kiemeli a motívumok szépségét.:
| „                                 | A legfontosabb, hogy egyszínű textilre egyszínű fonallal hímezzünk. Vagy fehérre fehérrel, esetleg pirossal, kékkel vagy kék anyagra fehérrel. A lényeg az hogy ne legyen olyan színes mint például a kalocsai. Mintáinkban a vadrózsa , a szegfü és a margaréta jelenik meg. | ” |
| – Varga Dánielné, Juhász Erzsébet | |   |

## Alkalmazásai
A hímzéssel díszített ruhadarabok öt nagyobb csoportba oszthatók:
- Férfiruhák – Legjellegzetesebb darabja a kötény, helyi nevén kötő. Anyaga kék surcvászon, derékban nyargalással, gépi varrással levarrott rakások. A hajtások hegyes végűek, némelyik darabnál farkasfog, cakkozás. A lerakott részek mindegyikén virágminta. Széle körben fehérrel cakkozott. Rajza szabályos rendben virágfüzérsorok és sajátos stílusú betűkkel bevarrott név, mely a tulajdonos neve. A kivarrott kötő az 1914-es háború előtt volt divat. Rendszerint menyasszonyok készítették kedvesüknek, de a szülők is készítettek vagy előrajzolás után maguk varrtak ki legénysorba kerülő fiúk számára. A szabályos szerkezeti felépítés minden darabnál azonos. Ritmusa visszatérő, de a minták füzése más és más. Ez adja érdekességét, s teszi a viszonylag nem túl gazdag motívumkészlet mellett is roppant változatossá. A hímzett férfiing leginkább ünneplő vagy vőlegényi ruhadarab, melyet szintén kézi előrajzolás után hímeztek, varrtak ki. Eleje, plasztronja[Mj. 1] tömött mintás, felülről lefelé haladó sorokban követik egymást. Nyaka lekerekített, cakkos szélű, sokszor lyukacsos hímzésű. Kézelője a nyakához hasonló hímzéssel díszített. Nem is számított Furtán valamirevaló legénynek vagy embernek az olyan, aki nem volt birtokosa a megszokott, a helyi divathoz alkalmazkodó ruhadaraboknak, különösen akkor, amikor az első világháború kezdetén még általános volt az ilyen ruhadarabok használata.
- Női ruhák – A nők ruházata hímzés tekintetében érdekes módon szegényebb. Az ingváll lyukacsos hímzése, apró virággal díszítése és az alsószoknya hasonló ékesítése bár szokás volt, de nem túl hosszú életű. A kötény – mely legtöbbször fekete klottból[Mj. 2] készült – volt a legdíszesebb. A megszokott cakkozás, apró virágminták laza rendje nem mutat olyan gondosságot, mint a férfiak ruházatánál.
- Alkalmi textíliák – Jegykendő kétféleképpen készülhetett. Vagy kör alakú gyolcsból horgolt széllel, közepe fehér batiszt, rajta körbefutó egymásba fonódó virág girland, amit a felirat díszítésszerűen fog körbe, majd egy lezáró csík követi a cakkozással. Másik formája négyszögletes, körben cakkozott széllel, tüzes rózsaszín vagy piros hím¬zéssel. Egyik sarkában az ajándékozó, a menyasszony neve. Mintázata egyszerű, nagyobbára szegfű, esetleg harangvirág. A vőlegény köteles volt a jegyet bőgatyájának korcában, a kötő derekában viselni esküvőig, ezzel jelezve, hogy már foglalt, lekötötte magat. Ha a kapcsolat megszűnt, elmaradtak egymástól, a jegyet, a jegykendőt vissza kellett küldeni. Házasság esetén a láda fiában őrizték, halál esetén a vőlegényi ruhával együtt a koporsóba temették[8]
- Használati tárgyak – asztalterítők, dísztörülközők, díszpárnák, vászontarisznyák.
- Díszítőelemek – lakások diszítésére használt textiliák, lepedővégek, monogramok.